# Clupeichthys
Clupeichthys är ett släkte av fiskar. Clupeichthys ingår i familjen sillfiskar.
Kladogram enligt Catalogue of Life:
| Clupeichthys | \| \| Clupeichthys aesarnensis \| \| \| \| \| \| Clupeichthys bleekeri \| \| \| \| \| \| Clupeichthys goniognathus \| \| \| \| \| \| Clupeichthys perakensis \| \| \| \| |
|              | \| \| Clupeichthys aesarnensis \| \| \| \| \| \| Clupeichthys bleekeri \| \| \| \| \| \| Clupeichthys goniognathus \| \| \| \| \| \| Clupeichthys perakensis \| \| \| \| |
|              | Clupeichthys aesarnensis |
|              | |
|              | Clupeichthys bleekeri |
|              | |
|              | Clupeichthys goniognathus |
|              | |
|              | Clupeichthys perakensis |
|              | |